# Skeletal Family
Skeletal Family es una banda de rock gótico formada en Keighley, West Yorkshire (Inglaterra) en diciembre de 1982. El grupo se formó a partir de los miembros de una banda anterior, Elements, y tomaron su nombre de la canción "Chant of The Ever-Circling Skeletal Family" del álbum Diamond Dogs de David Bowie (1972).
Skeletal Family es uno de los dos únicos grupos que apareció en Keighley al principio de los 80 (el otro fue New Model Army). La alineación original era Anne-Marie Hurst (voz), Stan Greenwood (guitarra), Roger 'Trotwood' Nowell (bajo), Ian 'Karl Heinz' Taylor (teclados/saxo), y Steve Crane (batería). En 1984, la banda firmó para el sello independiente Red Rhino y grabó su primer sencillo, "The Night", poco después de perder al batería original, Steve Crane. Crane fue reemplazado por Howard Daniels, que a su vez fue pronto sustituido por Martin Henderson (componente de The Last Laugh). El primer álbum de Skeletal Family, "Burning Oil", apareció en otoño de 1984. La banda empezó de gira con The Sisters of Mercy en su gira "First and Last and Always". En 1985, el grupo lanzó "Futile Combat", así como el sencillo "Promised Land", del que incluso se rodó un videoclip. Para entonces, la banda había firmado con Chrysalis Records y Anne-Marie Hurst, junto con Martin Henderson dejaron el grupo para desarrollar nuevos proyectos. Anne-Marie Hurst se uniría con Gary Marx (ex Sisters of Mercy) formandoGhost Dance. Martin Henderson se unió con el cantante Simon D (ex March Violets) para crear The Batfish Boys. Katrina Phillips sustituyó a Anne-Marie Hurst y Kevin Hunter, a Martin Henderson. El resto de miembros de la banda se dispersaron. En 2002, Skeletal Family volvió a reformarse, y más tarde se editaría su álbum "Sakura". Desde su reaparición, han tocado en algunos festivales como el Wave-Gotik-Treffen o el Drop Dead Festival en New York.
Skeletal Family, a pesar de su corta vida, permanece como uno de los grupos más representativos del rock gótico inglés. El peculiar color de voz de la cantante Anne-Marie Hurst dio la característica más destacable del grupo, característica que se perdió tras la marcha de ésta a Ghost Dance.  
En 2012, Hurst, Nowell y Greenwood reformaron Skeletal Family con Owen Richards a la guitarra y Adrian Osadzenko a la batería.[6] 
En 2018, Hurst se fue para formar Killing Eve con Andy Cousin.[7]
En 2019, Taylor se reincorporó y Hannah Small fue reclutada como la nueva vocalista de la banda, tocando en espectáculos en el Reino Unido e Irlanda. Hannah luego se fue en 2020 para concentrarse en su música en solitario y Anneka Latta se unió a la banda en 2021.
Con la nueva vocalista Anneka Latta, la banda escribió y grabó un nuevo álbum de estudio titulado 'Light From The Dark', que se lanzará en abril de 2023.

## Discografía
- 1984 - Recollect
- 1984 - Burning Oil
- 1985 - Futile Combat
- 1985 - Together Burning
- 1986 - Ghosts
- 1994 - The Singles Plus 1983-1985
- 1995 - Burning Oil & Futile Combat
- 1995 - Gothic Rock Volume 2: 80's Into 90's
- 2001 - Promised Land... The Best Of The Skeletal Family
- 2001 - Burning Oil BONUS TRACKS
- 2005 - Sakura
- 2009 - Love, Hope and Despair